# Торохов, Роман Сергеевич
Роман Сергеевич Торохов (14 августа 1984 — 6 ноября 2023, Украина) — российский военнослужащий. Герой Российской Федерации (2023, посмертно).

## Биография
Родился 14 августа 1984 года в городе Белогорске Амурской области в семье кадрового военного. Его отец Сергей Александрович окончил военное училище, служил на Дальнем востоке. В 1991 году Роман поступил в 1-й класс средней школы № 4 Белогорска. В 1992 году, в связи с переездом семьи в город Майкоп, продолжил там обучение в средней школе № 17, которую окончил в 2001 году.
В 2001 году поступил в Новосибирский военный институт и (после реорганизации) в 2005 году окончил Новосибирское высшее военное командное училище (Военный институт) с дипломом по специальности: «боевая и повседневная деятельность мотострелковых подразделений», Специалист 3 класса.
С 2005 по 2009 годы — командир гранатомётного взвода 693-го гвардейского мотострелкового полка, командир мотострелкового взвода, затем командир роты 135-го мотострелкового полка 19-й мотострелковой дивизии. С 1 сентября 2009 года — командир мотострелковой роты, начальник штаба мотострелкового батальона 4-й гвардейской военной базы Северо-Кавказского военного округа.
Выполнял боевые задачи в вооружённом конфликте в Южной Осетии в составе 693-го гвардейского мотострелкового полка и 4-й гвардейской военной базы.
В 2014—2017 годах являлся слушателем Общевойсковой академии Вооружённых сил Российской Федерации, которую окончил с отличием, магистр по направлению подготовки «Управление воинскими частями и соединениями».
В 2017 году продолжил службу в Чебаркуле.
Служил в различных регионах России, выполнял боевые задачи в Вооружённом конфликте в Южной Осетии, а также в Сирии.
С 3.8.2020 года назначен начальником 2 отдела (подготовки мотострелковых войск) 8-й общевойсковой армии Южного военного округа (управление — город Новочеркасск, Ростовская область).
Торохов с первых дней участвовал во вторжении России на Украину, в ходе которой получил государственные награды. С января 2023 года — командир 114-й отдельной мотострелковой бригады.
Погиб 6 ноября 2023 года в результате подрыва автомобиля.
Похоронен с воинскими почестями на военном участке нового городского кладбища Майкопа.
24 января 2024 года Глава Адыгеи Мурат Кумпилов и врио командующего войсками ЮВО генерал-лейтенант Владимир Кочетков передали Звезду Героя № 1570 супруге и дочери Романа Торохова.

## Награды
- Герой Российской Федерации («закрытым указом») — 16 декабря 2023, посмертно.[9]
- Герой ДНР[6]
- Орден Мужества
- Медаль «За отвагу»
- Медаль Суворова
- Медаль Жукова
- Медаль «За службу на Северном Кавказе»
- Знак отличия «За заслуги перед Республикой» III степени с мечами
- Медаль «За боевое содружество» (Мин. обороны республики Южная Осетия)
- Медаль «За службу на страже мира в Южной Осетии» (Южная Осетия)

## Звания
- Лейтенант (Пр. МО РФ 2005)
- Старший лейтенант (Пр 19 мсд № х33 от 4.6.2007)
- Капитан (Пр. ком 4 гв. вб)
- Майор (Пр. ЮВО № 119 от 23.6.2014)
- Подполковник (Пр. ЦВО № 154 от 4.7.2018)
- Полковник (досрочно) (Пр. МО РФ № хх от 6.03.2023)

## Семья
- Отец — Сергей Александрович Торохов (1958)
- Мать — Наталья Николаевна Торохова, урождённая Лось (1958)
- Жена — Елена Назимовна Торохова
- Дочь — Валерия Торохова

## Память
- На воинском участке Майкопского Нового городского кладбища установлен памятник Герою[10].
- В школе № 17 открыли две парты Героев — в честь Евгения Осокина и Романа Торохова[11][12].
- 11 марта 2024 года юнармейскому отряду Республики Адыгея было присвоено имя Героя России полковника Романа Торохова[13].
- Имя Героя присвоено одной из улиц Майкопа[14].
- Новой школе на 1100 мест в восточной части города Майкопа, присвоено имя Героя[15].
- В Майкопе установлен баннер, посвященный Роману Торохову.